# Maya Le Clark
Maya Le Clark (* 28. März 2011 in San Diego, Kalifornien) ist eine US-amerikanische Schauspielerin, die vor allem durch ihre Rolle der Chloe Thunderman in der Nickelodeon-Serie Die Thundermans internationale Bekanntheit erlangte.

## Leben
Maya Le Clark wurde 2011 als jüngste Tochter von Jason Le Clark und Aimee Le Zakrewski Clark in San Diego im US-Bundesstaat Kalifornien geboren. 
Im Juni 2015 wurde sie als neue Darstellerin in Die Thundermans präsentiert. In der Serie war sie bis 2018 in der Rolle der Chloe Thunderman, des jüngsten Kindes der Thunderman-Familie, zu sehen. Diese Rolle nahm sie 2024 im Film Rückkehr der Thundermans sowie seit 2025 in der Spin-off-Serie Die Thundermans: Undercover erneut auf.

## Filmografie
- 2015–2018: Die Thundermans (The Thundermans, Fernsehserie, 55 Folgen)
- 2024: Rückkehr der Thundermans (The Thundermans Return)
- seit 2025: Die Thundermans: Undercover (The Thundermans: Undercover, Fernsehserie)